# Nannophlebia amnosia
Nannophlebia amnosia är en trollsländeart som beskrevs av Maurits Anne Lieftinck 1955. Nannophlebia amnosia ingår i släktet Nannophlebia och familjen segeltrollsländor. Inga underarter finns listade i Catalogue of Life.